# OpenGL Mathematics
GLM (OpenGL Mathematics) est une bibliothèque libre utilitaire d'OpenGL apportant au programmeur C++ tout un ensemble de classes et de fonctions permettant de manipuler les données pour OpenGL.
Une spécificité de GLM, par rapport aux autres bibliothèques mathématiques, repose sur le fait que son implémentation est basée sur les spécifications de GLSL (OpenGL Shading Language) de manière très stricte offrant ainsi un confort d'utilisation similaire sans nécessiter d'apprendre une nouvelle API.
Le code source est disponible sous MIT.

## Exemple
```
#include
 
<glm/glm.h>

using
 
namespace
 
glm
;

enum

{

    
PLANE_LEFT
,

    
PLANE_RIGHT
,

    
PLANE_BOTTOM
,

    
PLANE_TOP
,

    
PLANE_NEAR
,

    
PLANE_FAR
,

    
PLANE_MAX

};

vec4
 
planes
[
PLANE_MAX
];

void
 
createFrustumPlanes
(
const
 
mat4
&
 
Model
,
 
const
 
mat4
&
 
View
,
 
const
 
mat4
&
 
Projection
)

{

    
mat4
 
mvp
 
=
 
transpose
(
Projection
 
*
 
View
 
*
 
Model
);

    
planes
[
PLANE_LEFT
]
   
=
 
normalize
(
mvp
[
3
]
 
+
 
mvp
[
0
]);

    
planes
[
PLANE_RIGHT
]
  
=
 
normalize
(
mvp
[
3
]
 
-
 
mvp
[
0
]);

    
planes
[
PLANE_BOTTOM
]
 
=
 
normalize
(
mvp
[
3
]
 
+
 
mvp
[
1
]);

    
planes
[
PLANE_TOP
]
    
=
 
normalize
(
mvp
[
3
]
 
-
 
mvp
[
1
]);

    
planes
[
PLANE_NEAR
]
   
=
 
normalize
(
mvp
[
3
]
 
+
 
mvp
[
2
]);

    
planes
[
PLANE_FAR
]
    
=
 
normalize
(
mvp
[
3
]
 
-
 
mvp
[
2
]);

}

```